# Lagoleptus indicus
Lagoleptus indicus är en stekelart som beskrevs av Gupta 1993. Lagoleptus indicus ingår i släktet Lagoleptus och familjen brokparasitsteklar. Inga underarter finns listade i Catalogue of Life.